# La Atunara
La Atunara es un barrio de La Línea de la Concepción (Cádiz), situado a orillas del mar Mediterráneo, al norte de la playa de Levante, junto al puerto del mismo nombre. Es de población tradicionalmente pesquera y personalidad propia dentro del conjunto urbano linense.

## Historia
No nació como un barrio, sus orígenes se pierden en la memoria de los más antiguos del lugar, posiblemente de origen fenicio o romano (la base arenosa y las construcciones en madera no han dejado pruebas arqueológicas que constaten este origen), las primeras constancias escritas del asentamiento datan de unos 640 años antes que naciera la propia ciudad (escaramuzas con moros y muerte de Alfonso XI). Tanto a linenses como a los atunareños se les llaman cariñosamente "piojosos", este apodo, muy posiblemente tengan relación con el hecho de que el citado monarca muriera de peste cerca de Gibraltar, transmitida esta por y a través de los piojos.
Otra de las pocas referencias de la Atunara en los libros de historia, menciona al lugar cuando la zona pertenecía al reino meriní de Granada, la influencia musulmán en la pesca ha quedado patente en el uso de almadrabas en la zona. A modo de hipótesis, tomando este punto de la historia como referencia y dado la crudeza del clima cuando azota el viento de levante, se supone que las primeras moradas en la Atunara fueron chozas o estructuras similares, posiblemente durante bastante tiempo. Conforme creció la necesidad de reparar las maderas de las embarcaciones surgirían los primeros calafates o carpinteros de ribera, calafates que contribuirían necesariamente con sus saber en reparar y mejorar las viviendas y estructuras de madera. Posteriormente junto a estas, empezarían a crearse los primeros edificios de mampostería al llegar los constructores de la Línea de Contravalación de Gibraltar, ya que anteriormente no había materiales para llevarlas a cabo ni se tiene constancia de ninguna otra vivienda de mampostería en la ciudad, anterior a la línea de contravalación, exceptuando por supuesto la torre vigía de Torrenueva como edificio. 
Estas dos clases de viviendas, madera y mampostería, coexistieron hasta bien avanzado el siglo XX, en la mayoría de los casos, las diferencias entre tener una casa de mampostería o de madera denotaba quienes pertenecían o no a las clases más pudientes, estando todas o casi todas, sin legalizar y sin papeles de escrituras hasta hace pocas décadas. A partir de la década de los 60, esto dejó de ser así, el cemento fue imponiéndose y la barracas de madera fueron desapareciendo paulatinamente.

## Arquitectura
Sus casas bajas, de una sola planta, blancas por la cal, con un osado contrapunto de color en las tejas, puertas, celosías de las ventanas y zócalos, constituyen un ejemplo veraz de arquitectura popular que, al día de hoy y en el resto de la ciudad, ha tendido a desaparecer con el aumento de población. Actualmente casi toda construcción nueva en el barrio cumple con las normativas vigentes, con respecto a planos, arquitectos, etc...aunque es muy destacable que desde sus orígenes la construcción de las viviendas en mayor o menor grado siempre correspondía al cabeza de familia, en chozas y chabolas con sus propias manos, y posteriormente en el diseño cuando las construcciones eran de mamposterías, en cualquier caso, esta "anarquía constructora" dio pie a un hecho insólito, que los propios habitantes de un barrio crearan y diseñaran sus propias calles incluso antes de que existiera la ciudad en sí. Otro dato destacable y que también física y visualmente, se está perdiendo, es que cada vivienda al ser construida y sin animo de adquirir más terreno del que se necesitaba (la superficie habitable era de media de unos 25 metros cuadrados), se mantenía una distancia de aislamiento con las viviendas colindantes, a veces era un paso ancho como una calle y a veces tan estrecho, que solo permitía el paso de una persona. Con la constitución de la ciudad, y la llegada de las escriturizaciones de los terrenos, muchos compraron los colindantes terrenos más anchos que separaban las viviendas, los pasos más medianos también fueron bastantes los que se repartieron a medias entre los vecinos, y los más estrechos, que son los que más están perdurando, unas veces dejados para poder instalar ventanas y otros cegados en su final convirtiéndose en pasillos privados para sus vecinos. Aun así, son muchos los callejones estrechos que hay en el barrio, los cuales a modo de laberinto encierran un encanto especial para los que pasan por allí, siendo de gran interés y curiosidad para turistas y vecinos de otros barrios. Esto es de gran potencial turístico y evidentemente un valor patrimonial y etnológico, uno de los principales símbolos de identidad, equiparable a las antiguas juderías de ciudades más importantes que han convertido estas características de un barrio, en un buen recurso económico en base al turismo.

## Otros datos de interés
A destacar la pesca y venta para su consumo de los peces voladores en la época del verano, un auténtico manjar que se viene elaborando de la misma forma artesanal desde la era romana.
Desde la ocupación de Gibraltar por parte del Reino Unido,y pacificación de la zona adyacente, La Atunara ha estado vinculada en más o menos proporción, según la época, al contrabando(El cual hoy en día se sigue practicando solo que desembarcando lanchas con droga traídas de Marruecos), por un lado motivado por la variedad de productos que no teníamos en territorio español, la escasez de la mayoría de ellos, y a los altos aranceles que imponía la corona de España, en otras ocasiones simplemente prohibían el paso de mercancías y por otro lado era una de las dos zonas de La Línea que contaban con embarcaciones para poder realizar el contrabando desde el mar. Dependiendo de la época variaba el producto estrella del contrabando, siendo casi siempre los más demandados el azúcar, el café, los licores y el tabaco, durante las últimas décadas ha sido el tabaco en cartones de 10 cajetillas de origen americano la mercancía más usada en el contrabando por las playas de levante, hechos en los que habría que matizar algunos detalles, por ejemplo que además de La Atunara otros barrios también eran partícipes, que las primeras embarcaciones de pescadores usadas para el contrabando de tabaco fueron jubiladas y dieron paso a potentes lanchas planeadores de Gibraltar y que hasta los porteadores en gran proporción eran gente venidas de sitios propios y ajenos, de otros barrios e incluso desde otros municipios atraídas unos por necesidad y otros por el dinero fácil. La modernización de embarcaciones y de aparatos de comunicación por radio dio lugar a un contrabando que se hacían al estilo de "operaciones relámpago" donde la velocidad era primordial, esto dio pie a que los organizadores optaran solo por gente bien dotada para la carrera, jóvenes impetuosos y arrogantes en su mayoría y que estas actividades secretas empezaran a realizarse a cara descubierta y a plena luz del día, lo cual fue correspondido duramente por la Guardia Civil aportando numerosos agentes, con los cuales hubo varios enfrentamientos, todo esto no paso desapercibido por la prensa y la televisión que no dejaron en buen lugar al resto del barrio ni a la ciudad. Otra secuela del contrabando de las últimas décadas en estas costas, fue que al declinar el negocio del tabaco se empezaron a usar las grandes lanchas planeadoras de Gibraltar para el narcotráfico, y que finalmente han sido progresivamente sustituidas por embarcaciones de goma de igual o mayor potencia, los dueños ya no son solo gibraltareños, y ha vuelto a ser -como en un principio fue el del tabaco- una actividad oculta y secreta, aunque hoy perceptible, aun perdura. 
Aunque no es muy antigua, la iglesia del barrio es la segunda de la ciudad en edad, a mediados del siglo pasado, el edificio que era un saladero de pescado se reconvirtió en iglesia y se inauguró con la imagen de la Virgen del Carmen, que había sido trasladada a la iglesia desde la abandonada capilla que existía en la Estación de Salvamento, más conocida por el sobrenombre de El Salvavidas.
Durante las fiestas en honor de la Virgen del Carmen gente del barrio engalana calles y balcones por donde pasa la procesión, a la cual siguen muchos vecinos y gente de la localidad, lo cual da mucha vistosidad y vivacidad al barrio, el evento también cuenta con banda de música, actuaciones musicales y otras actividades recreativas gracias a la aportación económica que hace el consistorio. La procesión transcurre mitad por tierra y parte del trayecto por el mar, también bastante acompañado por numerosas embarcaciones y seguidas desde la playa por mucho público que suele acampar el día anterior y pernoctar con tal de obtener el mejor lugar para ver la procesión marítima y disfrutar de un buen día de playa comiendo sardinas al espeto.

## Transporte público
La barriada de La Atunara cuenta con una gran conexión al transporte público urbano de la ciudad:
| Paradas de Autobús en La Atunara | Paradas de Autobús en La Atunara                             | Paradas de Autobús en La Atunara | Paradas de Autobús en La Atunara |
| Nombre                           | Dirección                                                    | Identificador                    | Líneas                           |
| -------------------------------- | ------------------------------------------------------------ | -------------------------------- | -------------------------------- |
| Av. Menéndez Pelayo - Tomilleros | Av. Menéndez Pelayo, 123                                     | 7                                | 1                                |
| Santa María - La Marina          | Calle Santa María (frente al Centro de Participación Activa) | 22                               | 1, 3A, 3B                        |
| Cartagena - Bar Salas            | Calle Cartagena (frente al Bar Salas)                        | 8                                | 1                                |
| Cartagena - Bar Salas            | Calle Cartagena esquina con Calle Lepanto                    | 21                               | 1, 3A, 3B                        |
| Ter - Santa Clara                | Calle Ter, 65                                                | 9                                | 1                                |
| Ter - Santa Clara                | Calle Ter, 33                                                | 20                               | 1                                |
| Cartagena - Mercadona            | Calle Cartagena (frente al Centro del Profesorado)           | 58                               | 3A, 3B                           |
| Av. del Puerto - Centro de Salud | Av. del Puerto (frente al Centro de Salud)                   | 88                               | 1                                |
| Av. del Puerto - Centro de Salud | Av. del Puerto, 4                                            | 99                               | 4 (Playabús)                     |

## Personas de gran labor por el barrio
- Antonio Seliva
- Francisco Caparros Lacera
- Manuel Fernández